# 304-я бомбардировочная авиационная дивизия
304-я бомбардировочная авиационная дивизия (304-я бад) — соединение Военно-Воздушных сил (ВВС) Вооружённых Сил РККА, принимавшее участие в боевых действиях Великой Отечественной войны.

## Наименования дивизии
- 304-я бомбардировочная авиационная дивизия;
- 304-я истребительная авиационная дивизия;
- 304-я истребительная авиационная Краснознамённая дивизия;
- 304-я истребительная авиационная Черкасская Краснознамённая дивизия;
- 23-я гвардейская истребительная авиационная Черкасская Краснознамённая дивизия;
- 23-я гвардейская истребительная авиационная Черкасская Краснознамённая ордена Богдана Хмельницкого дивизия;
- Войсковая часть (Полевая почта) 45147.

## Создание дивизии
304-я бомбардировочная авиационная дивизия создана в начале марта 1943 года.

## Переименование дивизии
304-я бомбардировочная авиационная дивизия 26 июня 1943 года Постановлением ГКО была обращена на формирование 304-й истребительной авиационной дивизии и 7-го истребительного авиационного корпуса

## В действующей армии
В составе действующей армии:
- с 01 июня 1943 года по 26 июня 1943 года, всего 25 дней

## Командир дивизии
- Подполковник Набоков Семён Константинович[3] — с 8 марта 1943 года по 17 июня 1943 года.
- Подполковник (с 23 октября 1943 года полковник) Печенко Иогансен Константинович — с 18 июня 1943 года по 24 декабря 1943 года.

## В составе объединений
С 1 июня 1943 года по 26 июня 1943 года — в составе 2-й Воздушной Армии Воронежского Фронта.

| Дата            | Фронт (округ)                        | Армия               | Корпус                           |
| --------------- | ------------------------------------ | ------------------- | -------------------------------- |
| 01.03.1943 года | Резерв Верховного Главнокомандования |                     |                                  |
| 01.06.1943 года | Воронежский фронт                    | 2-я воздушная армия | 5-й смешанный авиационный корпус |

## Части и отдельные подразделения дивизии
- 6-й дальнебомбардировочный авиационный полк;
- 815-й дальнебомбардировочный авиационный полк.

## Участие в операциях и битвах
- Курская битва:
  - нанесение ударов по танковым группировкам и резервам противника на белгородском и курском направлениях в полосе Воронежского и Степного фронтов.